# Regentenstraße 89 (Mönchengladbach)

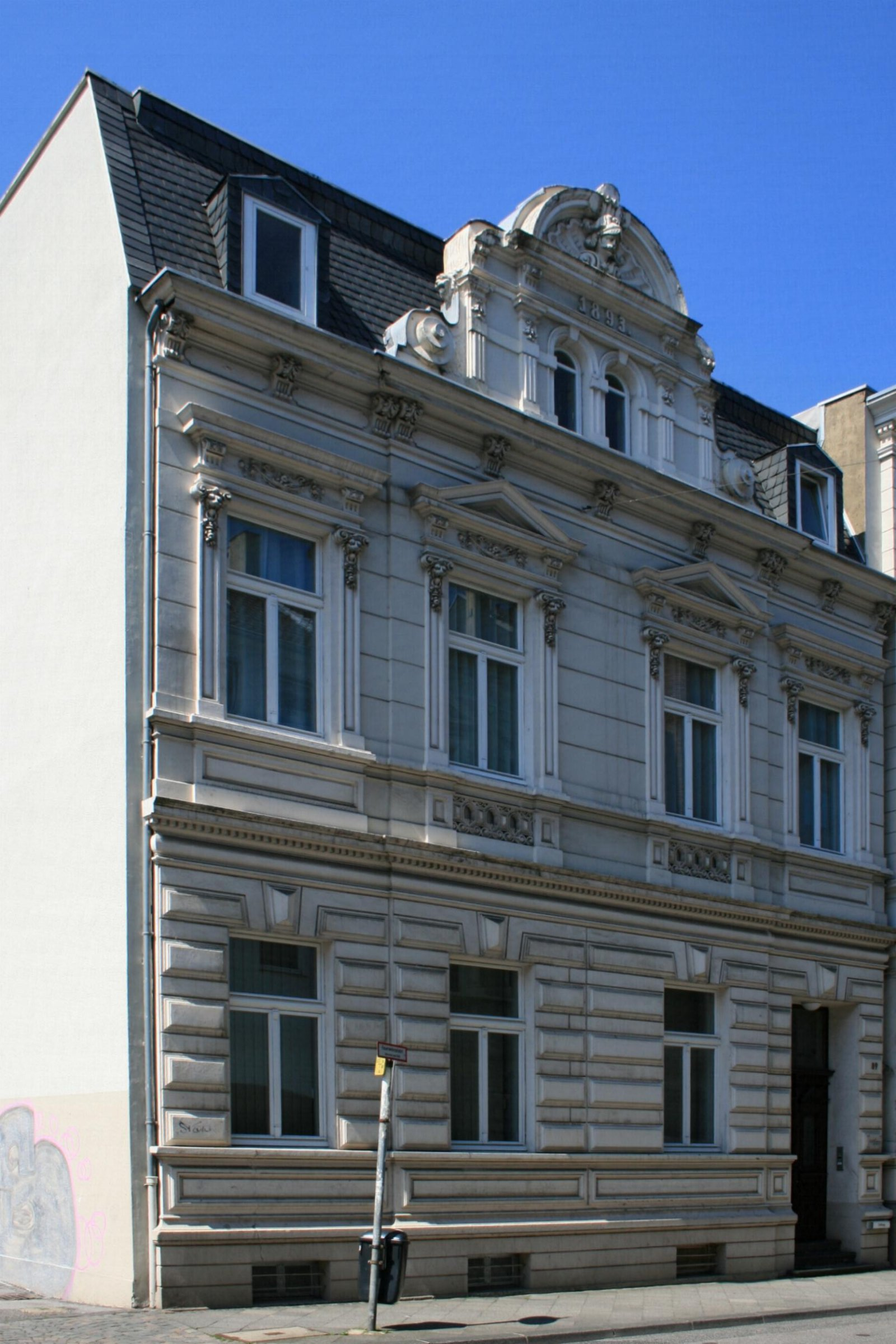
Wohngeschäftshaus (2010)

Das Wohngeschäftshaus Regentenstraße 89 steht im Stadtteil Eicken in Mönchengladbach (Nordrhein-Westfalen).
Das Gebäude wurde nach 1893 erbaut. Es wurde unter Nr. R 049 am 17. Mai  1989 in die Denkmalliste der Stadt Mönchengladbach eingetragen.

## Architektur
Bei dem Objekt handelt es sich um ein zweigeschossiges, vierachsiges und traufenständiges Wohnhaus, das 1893 erbaut wurde. Über dem von Konsolen getragenen kräftigen Dachgesims ein Mansarddach.